# Algier
Algier (arabisk: الجزائر, tr. Al-Jazā'ir; fransk: Alger) er Algeriets hovedstad og største by. Byen ligger i det nordlige Algeriet ud til en bugt ved Middelhavet. Algier har 2.364.230 (2008) indbyggere, hvilket svarer til 10% af landets befolkning. Algier blev hovedstad i Algeriet efter landets uafhængighed i 1962.